# 菲力·孚立維
菲力·孚立維（英語：Filius Flitwick）是J·K·羅琳的小說 《哈利波特》中的虛構人物，他是一個身形非常矮小得像侏儒般的人，是個半精靈巫師。當年他入讀霍格華茲的時候被分派到雷文克勞學院，是一個聰明的年輕人和模範學生。在畢業了一段時間後，孚立維回到霍格華茲任教，成為符咒學的教授，也是符咒學大師，並成為了雷文克勞學院的負責教授。
在第一次及第二次巫師世界大戰裡，孚立維教授跟佛地魔以及桃樂絲·恩不里居對立。他在霍格華茲大戰中倖存下來，並於後來繼續在霍格華茲任教，向後代學生繼續傳授符咒學。

## 背景及個性

### 早年
菲力·孚立維於1958年
10月17日出生。他出生在不列顛群島某處的一個巫師家庭，其遠祖有著妖精的血統，這就是他身材矮小特徵的原因。由於其血統是人類與精靈混血的關係，這使他在霍格華茲就讀期間容易受到同學們的排擠，分類帽曾經為了把他分派到雷文克勞還是葛來分多學院的問題猶豫了很久，最後還是把他分派到雷文克勞學院。他對符咒學具有相當深的造詣，並在普等巫測及超勞巫測皆取得高分。孚立維從霍格華茲畢業後，他繼續不斷磨練自己的魔法技能，最終成為精通各種咒語的決鬥高手。他在1970年代返回霍格華茲，擔任符咒學教授。
由於其個子矮小的關係，他授課時因此需要站在一大疊書本之上。

## 相關情節
作為霍格華茲的教授，菲力·孚立維一向平和冷靜，鮮有失控的時候，唯獨是初次見到哈利·波特時從叠高的一堆書本上摔下來則是他少數失去冷靜的狀態。在裡，每當聖誕節期間，他負責利用其魔法技能來協助校內環境以及大廳布置聖誕裝飾。孚立維也是協助守護魔法石的其中一名教授，他透過參與把上百枚鑰匙施咒以飛翔的關卡來對它作出保護，從而讓進入者難以找到通往下一個房間的門匙。
孚立維教授在中協助奧羅拉·辛尼區把遭石化了的學生賈斯汀·方列里送到校內的醫院側翼；哈利從同學們的口中得知他過去曾是一名決鬥高手。天狼星·布萊克在的第二次闖入後，他教導前門守衛識別天狼星的照片，並在他試圖闖入時立即把他鎖定。在教學之餘，孚立維教授還喜歡到三根掃帚酒吧那裡喝兩杯。在哈利四年級的時候，孚立維跟其他教授一同在三巫鬥法大賽中的第三項任務裡協助在迷宮的周邊巡邏，以防參賽者遭遇危險。
在校務上，孚立維教授一般都贊成麥教授的意見。在魔法部在派遣桃樂絲·恩不里居全面接管並控制霍格華茲時，孚立維教授厭惡著恩不里居的所作所為，尤其是恩不里居曾在課堂上直接以捲尺量度其身高來羞辱他的行為；他悄悄地支持著哈利·波特與阿不思·鄧不利多；當弗雷和喬治·衛斯理以煙火來惡整恩不里居時，他更私下為二人歡呼；對於二人在校內創造的活動沼澤（portable swamp），儘管他之前為了惹惱恩不里居而讓該沼澤原封不動，但他最終也把大部分清除了，然而，他確實選擇留下了一小部分，因為他認為那是「一個很好的魔法」，也是對衛斯理雙胞胎的致敬。當哈利在《謬論家》雜誌上披露了佛地魔重生的事情後，孚立維教授於課堂上把一盒糖老鼠暗中塞進哈利的手中以示鼓勵。
在裡，一眾食死人入侵霍格華茲，麥教授派遣孚立維教授協助鳳凰會對抗入侵的食死人。孚立維教授在戰鬥中請求石內卜的幫助後便倒下了，未能及時支援鄧不利多。事後他儘管負傷仍協助照顧年幼的學生，可見他認真作為人師的一面。
孚立維教授在裡堅持認為羅威娜·雷文克勞的王冕丟失了，他被哈利（連同鄧不利多）描述為一個「模範學生」，據說他從未進入過隱藏事物的房間，所以他從來沒有想過王冕可以藏於那裡。就在霍格華茲大戰中，孚立維教授仍留在霍格華茲任教並保護學生，並協助麥教授和芽菜教授把食死人任命的校長石內卜趕出霍格華茲城堡，並利用其符咒學的力量在城堡四周施展保護咒來守衛整個校園，以阻擋佛地魔與迎面而來的食死人。隨後他在戰鬥中跟入侵者正面交鋒，並跟科班·牙克厲作戰，後來又擊敗了安東寧·杜魯哈。

## 電影
在哈利波特系列改編電影中，孚立維教授由瓦維克·戴維斯飾演。該系列作者J·K·羅琳曾經表示：「我必須承認，當我見到電影中非常像精靈或矮人的孚立維後，實在被嚇了一跳，我從來沒有向電影製片人查問過他是甚麼樣子，因為我想像中的孚立維看起來就是一個很矮小的老男人。」羅琳在其官方網站上提到孚立維是人類，並帶有「少許精靈血統」。孚立維教授於第一輯電影《神秘的魔法石》和第二輯電影《消失的密室》中看上去非常蒼老，有著白髮和白鬍子；他在第三輯電影《阿茲卡班的逃犯》中的銀幕形象發生了明顯變化，孚立維教授的造型有了很轉大轉變，呈現出更加人性化和不那麼精靈的外表，並留著一頭光滑的深色頭髮和小鬍子，因此讓他變得更加年輕；後來他成為了校內合唱團的指揮，負責指揮由霍格華茲學生組成的交響樂團及合唱團。根據戴維斯的說法，留著鬍子的角色原本不應該是孚立維；在《阿茲卡班的逃犯》的劇本中並沒有孚立維的角色，但「製片人」（大概是大衛·海曼）添加了新角色—作為學校合唱團和管弦樂隊的指揮，被譽為「合唱團大師」，這樣戴維斯仍然可以出現在電影中。戴維斯形容孚立維這個角色「是一個善解人意的老師。他喜歡在課堂上鬧著玩，但他不是那種學生可以拿來取笑的老師。」《火盃的考驗》的導演米克·紐維爾更喜歡新的面貌，並「從那一刻起，這個角色就被稱為『孚立維』。」

## 外部連結
- 菲力·孚立維 （页面存档备份，存于）在Pottermore（英文）